# John Parr Snyder
Pour les articles homonymes, voir Snyder.
John Parr Snyder (12 avril 1926 - 28 avril 1997) est un cartographe américain connu pour ses travaux sur les projections cartographiques à l'United States Geological Survey (USGS).
On lui doit, entre autres, la projection qui permet de générer des cartes à partir d'images prises par les satellites artificiels, la (en) en:Space-oblique Mercator projection utilisée pour générer des cartes à partir des images de Landsat-4 en 1978.

## Publications
- John Parr Snyder, Map projections--a working manual, USGS, 1987 (rééd.  (ISBN 978-1-7826-6222-8)) [lire en ligne]
- John Parr Snyder, Flattening the Earth: Two Thousand Years of Map Projections, University of Chicago Press, 1997,  (ISBN 978-0-2267-6747-5)